# Георги Гоцев
Георги Гоцев, известен като Кривио даскал, е български просветен деец и революционер от Македония.

## Биография
Роден е в малешевското градче Берово в началото на XIX век. Получава прякора си, тъй като куца. Става послушник в Рилския манастир, където учи при Неофит Рилски. Влиза в четата на Ильо войвода и става негов писар.
Дълги години учителства в различни градове из Македония. Укрива Ильо войвода и четниците му. В 1865 – 1868 година учителства в Кюстендил. Служи като псалт в църквата „Свети Мина“ до края на живота си.
В 1881 година получава народна пенсия за 40-годишно учителстване, една от първите в България.